# Jilotzingo, Hueypoxtla
Jilotzingo är en mindre stad i Mexiko, tillhörande kommunen Hueypoxtla i norra delen av delstaten Mexiko. Staden hade 8 523 invånare vid folkräkningen 2010, och är kommunens näst största samhälle.